# Cytométrie

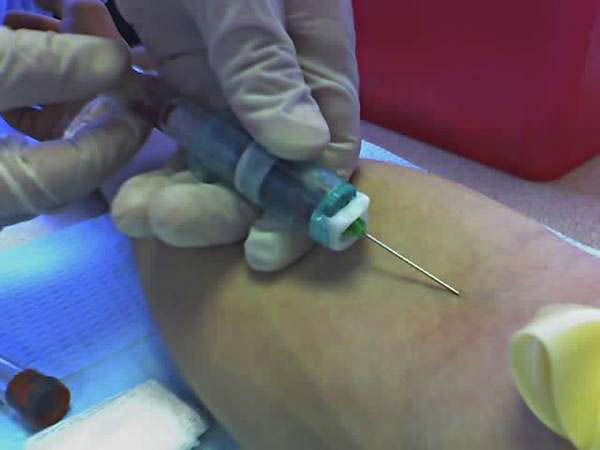
Les cytomètres sont des instruments qui permettent de compter les cellules sanguines dans un test de sang.

La cytométrie est la mesure des caractéristiques des cellules. 

## Ce que mesure la cytométrie
Les variables qui peuvent être mesurées par des méthodes cytométriques comprennent la taille des cellules, le nombre de cellules, la morphologie des cellules (forme et structure), la phase du cycle cellulaire, l'ADN contenu et l'existence ou l'absence de certaines protéines sur la surface de la cellule ou dans le cytoplasme.

## Utilisation
La cytométrie est principalement utilisée pour caractériser et dénombrer les cellules sanguines dans les analyses de sang telles que l'examen hématologique complet. 
De manière similaire, elle est utilisée dans la recherche en biologie cellulaire et dans le diagnostic médical pour caractériser les cellules dans une large gamme d'applications associées à des maladies comme le cancer et le SIDA.

## Cytophotométrie
La cytophotométrie est la mesure d'absorption de la lumière par les cellules.
La géométrie du PSF (Point Spread Function) de l’éclairage VAMSA permet, pour l'instant (2024) expérimentalement, une imagerie transversale de haute qualité, améliorant grandement l’interrogation volumétrique des spécimens circulant à travers une puce microfluidique commerciale (composée de plusieurs canaux de flux). 
Cela représente une étape vers le dépistage d’une grande population.